# Konserwatywna Partia Quebecu
Konserwatywna Partia Quebecu (fr. Parti conservateur du Québec) – partia polityczna działająca w przeszłości w kanadyjskiej prowincji Quebec. Partia reprezentowała konserwatywną ideologię, federacyjne nastawienie oraz posiadała silne związki z Kościołem katolickim.

## Historia
Partia konserwatywna wywodziła się z partii blue uformowanej około 1850 r. przez zwolenników Louisa-Hippolyte Lafontaine i stojąca w opozycji do tworzącej się Liberalnej Parti Quebecu. W przeciwieństwie do antyklerykalnej partii liberalnej, konserwatyści dążyli do zachowania silnych wpływów Kościoła katolickiego w życiu społecznym prowincji, a w szczególności w szkolnictwie.
Najwybitniejszym politykiem konserwatywnym z Quebecu w dobie konfederacji był George-Étienne Cartier, który był współarchitektem Konfederacji Kanady, a wcześniej wraz ze swym partnerem z Kanady Zachodniej Johnen Macdonald ko-premierem Prowincji Kanady.
Po powstaniu współczesnej Kanady w wyniku konfederacji czterech brytyjskich dominiów północnoamerykańskich Konserwatywna Partia Quebecu, stała się siłą rządzącą prowincją niemal nieprzerwanie przez następne trzydzieści lat. Do najbardziej znaczących polityków konserwatywnych w Quebecu należeli Pierre-Joseph-Olivier Chauveau, Gédéon Ouimet i Charles-Eugène Boucher de Boucherville. Choć posiadali oni bardzo wyraźne osobowości polityczne, często byli postrzegani jako lokalni namiestnicy federalni.
Spadek popularności partii na przełomie wieków, i pogłębienie tego procesu w okresie I wojny światowej wiązał się z szeregiem wydarzeń następujących w Quebecu jak i poza nim. Pierwszym z nich była egzekucja metyskiego przywódcy Louisa Riela w Manitobie. Choć jego sprawa nie miała wiele wspólnego z Quebekiem, została skutecznie wykorzystana przez liberałów do rozbudzenia nacjonalizmu frankofońskiego oraz poczucia krzywdy zadanego frankofonom przez anglosaską część Kanady. Także kryzys szkolny w Manitobie podkopał początkowo wysoką popularność konserwatystów.
Dodatkowym czynnikiem prowadzącym do dezintegracji partii były podziały wewnętrzne. Z czasem w jej łonie wykształciły się dwie zwalczające się frakcje. Jedna z nich ultra-katolicka Ultramontane trzymała się skrajnie konserwatywnego programu, podczas gdy reformatorzy dążyli do bardziej nowoczesnego programu, adoptującego bardziej laickie treści.
Ostatecznie czynnikiem prowadzącym do erozji popularności partii było poparcie jej dla mobilizacji (zobacz kryzys mobilizacyjny w Kanadzie) w czasie wojny światowej.
W 1933 ówczesny lider partii konserwatywnej Maurice Duplessis wykorzystał secesję części posłów liberalnych, by wraz z nimi na bazie swej partii utworzyć nowe ugrupowanie zwane Akcją Liberalno-Narodową, które wkrótce zmieniło nazwę na Unię Narodową. Zakończyło to historię partii konserwatywnej w Quebecu, która już nigdy się nie odrodziła.

## Liderzy partii
- Pierre-Joseph-Olivier Chauveau 1867-1873 (premier 1867-1873)
- Gédéon Ouimet 1873-1874 (premier 1873-1874)
- Charles-Eugène Boucher de Boucherville 1874-1878 (premier 1874-1878, 1891-1892)
- Joseph-Adolphe Chapleau 1878-1882 (premier 1879-1882)
- Joseph-Alfred Mousseau 1882-1884 (premier 1882-1884)
- John Jones Ross 1884-1887 (premier 1884-1887)
- Louis-Olivier Taillon 1887-1896 (premier 1887, 1892-1896)
- Edmund James Flynn 1896-1904 (premier 1896-1897)
- Pierre-Évariste Leblanc 1905-1908
- Joseph-Mathias Tellier 1909-1915
- Philémon Cousineau 1915-1916
- Arthur Sauvé 1916-1929
- Camillien Houde 1929-1932
- Maurice Duplessis 1933-1936